# Château de Villette (Glaire)
Pour les articles homonymes, voir Château de Villette.
Le château de Villette est un château situé à Glaire, en France.

## Localisation
Le château est situé sur la commune de Glaire, dans le département français des Ardennes. Il est à l'ouest de la commune, au début de la presqu'île d'Iges, à proximité des bords de Meuse, entouré de lotissement et d'environnement champêtre.

## Description
Le château de Villette est de style Renaissance. Ses caves datent de la maison forte originelle, détruite au XVIe siècle. L'habitation principale date du XVIe siècle, avec des aménagements significatifs au XVIIe siècle, XVIIIe siècle et XVIIIe siècle. La façade principale, orientée à l'ouest, est constituée de cinq travées, avec un seul étage surmonté de combles. Elle est flanquée de deux tours rondes à chacune de ses extrémités. La porte est décentrée, dotée d'un encadrement mouluré et d'un fronton brisé. La façade nord, côté presqu'île, correspondant à un bâtiment rajouté et venant en saillie du plan rectangulaire initial. En pierres jaunes, elle possède à l'étage un balcon en fer forgé, et des sculptures de style Régence (consoles et clés de fenêtre). À l'arrière de la façade principale, une troisième tour flanque le bâtiment, avec une galerie, un passage en encorbellement et un jardin d'hiver. Des communs en L ferment partiellement la cour d'honneur du château devant la façade principale. Une petite église et son cimetière sont situés derrière ces communs Un bassin a été construit à la place d'une aile manquante, fermant le L en U, de ces communs.

## Historique
Une maison forte, propriété de la famille de Warigny-d'Aguisy existait sur ce site. Elle a été probablement détruite durant les événements de 1552, lorsque les troupes de Martin van Rossum, au service de l'Empereur Charles Quint, mettent à sac et brûlent le petit bourg de la Villette,. Un édifice est reconstruit dans les décennies suivantes, qui correspond aux trois travées de gauche de la façade principale actuelle, déjà flanquée de trois tours. Un vestibule central séparait deux grandes salles. Mazarin s'y serait réfugié brièvement durant la Fronde des Princes. Les bâtiments sont aménagés une première fois au XVIIe siècle. ils sont acquis au XVIIIe siècle par Jean-François Maucomble, seigneur engagiste de Glaire (et père de Jean-François Nicolas Joseph Maucomble, général sous l'Empire et la Restauration). Ce Maucomble donne au bâtiment sa forme actuelle, pour l'essentiel. Il fait construire le pavillon au nord, faisant saillie, agrandit et homogénéise la façade principale, revoit les ouvertures et aménage un jardin. Pendant la Révolution Française, et particulièrement pendant les années de Terreur puis à la fin de sa vie, la famille Maucomble héberge discrètement en ce lieu l'évêque constitutionnel du diocèse de Sedan, Nicolas Philbert. Il y meurt en juin 1797. Conformément à ses volontés, on l'enterre dans le cimetière de la petite église. Le fait est noté par quelques historiens et archivistes locaux qui mentionnent notamment l'inscription laissée par ses vicaires sur une plaque de marbre : « À la vue du loup, il ne s'enfuit pas et n'abandonna pas ses brebis ». Puis la tombe disparaît mystérieusement. En 1982, toutefois, des travaux d'évacuation des eaux de pluie mettent au jour la fameuse plaque de marbre et la sépulture, sous vingt centimètres de terre, au pied du mur du cimetière, face à l'entrée de l'église. Une nouvelle inhumation est effectuée et le curé de Glaire lui apporte une ultime bénédiction. 
Au XIXe siècle, l'édifice devient la propriété de négociants en laine de Sedan, les Kistemann qui procèdent à de nouveaux remaniements, notamment sur la façade arrière. Après la Seconde Guerre mondiale, le bâtiment est pendant quelques années quasiment abandonné, avant d'être à nouveau restauré.
L'édifice est inscrit au titre des monuments historiques en 1996. Bien que privé, le château propose la location de salles pour les événements privés (mariages, départ en retraite etc.), et un gîte d’hôtes.